# STS-28
STS-28 byla osmá mise raketoplánu Columbia. Celkem se jednalo o 30. misi raketoplánu do vesmíru.

## Posádka
- Brewster H. Shaw, Jr (3) velitel
- Richard N. Richards (1) pilot
- James C. Adamson (1) letový specialista 1
- David C. Leestma (2) letový specialista 2
- Mark N. Brown (1) letový specialista 3

V závorkách je uvedený dosavadní počet letů do vesmíru včetně této mise.

## Průběh mise

### Předstartovní přípravy
Mise STS-28 byla první pro Columbii po více než třech letech. Po havárii raketoplánu Challenger v roce 1986 prošla columbia důkladnou rekonstrukcí. Technici například vyměnili na nejstarším americkém raketoplánu dlaždice tepelné ochrany, nahradili jich celkem 2390 kusů. Dohromady prodělala Columbia 258 změn a její hmotnost narostla o 860 kg.
Samotné předstartovní přípravy začaly 23. ledna 1989, kdy byly na raketoplán v hale OPF usazeny hlavní motory SSME. Kvůli netěsnosti na vodíkovém čerpadle jednoho z motorů se procedura opakovala třikrát a trvala přes dva týdny. Až začátkem července byl raketoplán převezen do VAB, kde k němu technici připojili pomocné startovací rakety SRB a odhazovací nádrž ET.

### Start
Raketoplán odstartoval z odpalovací rampy 39B dne 8. srpna 1989 ve 12:37:00 UTC se zpožděním 40 minut oproti plánu. Na vině byla silná mlha nad Kennedyho vesmírným střediskem. Mise měla vojenský charakter, detaily proto nejsou známy. Užitečným nákladem raketoplánu však byly špionážní družice USA-40 a USA-41 pro pozorování SSSR.

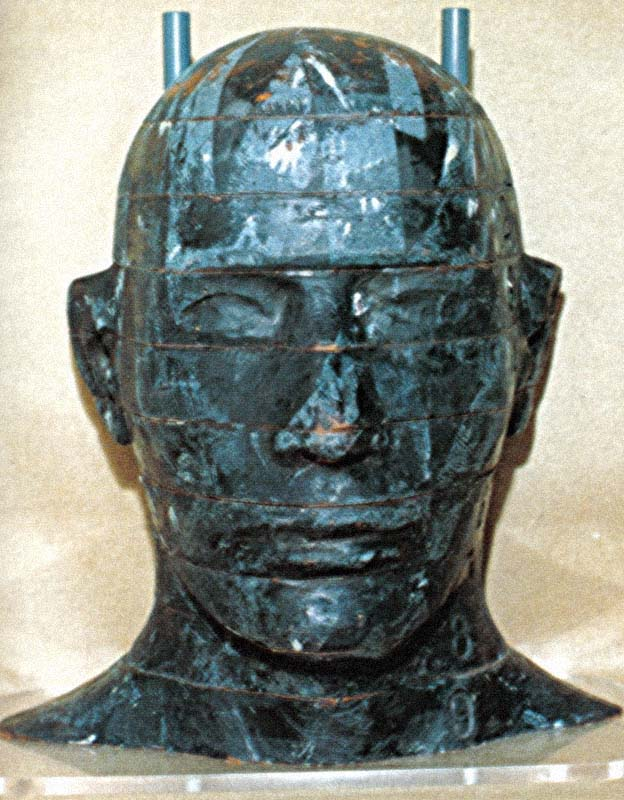
K experimentu EDS využili astronauté skutečnou lidskou lebku, plnou detektorů radiačního záření

### Úkoly na orbitě
První z průzkumných družic (USA-40) byla vypuštěna zhruba 7,5 hodiny po startu. Družice USA-41 byla vypuštěna 9. srpna. Další částí mise byl experiment pro sledování absorce záření radiačních pásů (EDS - Energy Deposition Spectrometer). Šlo o autentickou lidskou lebku, v jejíž mozkovně bylo umístěno zhruba 100 různých detektorů kosmického záření, především nukleárních detekčních emulzí. Astronauté také prověřovali nové navigační zařízení, které určovalo okamžitou polohu raketoplánu a jeho orientaci v prostoru s větší přesností. V neposlední řadě měla posádka na starosti monitoring a studium plynů, unikajících z raketoplánu.

### Závady
Během letu musela být kvůli úniku pohonných látek odpojena jedna tryska manévrovacích motorů (RSC). Druhou závadou byl zkrat na přívodním kabelu elektřiny telefaxového zařízení (TAGS). Po výpadků jističů se vznítila izolace a do kabiny se dostal kouř. Požár ale raketoplán neohrozil, nicméně zařízení TAGS zůstalo až do konce letu mimo provoz.

### Přistání
Columbia přistála na Edwardsově letecké základně 13. srpna ve 13:37:06 UTC.